# Vojnica njemačke narodne skupine
Vojnica njemačke narodne skupine (njem. Einsatzstaffel der Deutschen Mannschaft) bila je oružana postrojba njemačke nacionalne manjine tj. Volksdeutschera u Nezavisnoj Državi Hrvatskoj. Uglavnom je bila zvana Einsatzstaffel (Vojnica), te je također bila poznata po skraćenici ES. Djelovala je od 1941. do 1943. godine.

## Povijest
Postrojba je bila veličine bojne od 3 satnije. Većina vojnika ES-a bili su iz Slavonije i Srijema. Stožer postrojbe bio je u Osijeku. Prvi zapovjednik ove jedinice bio je Jakob Lichtenberger, imenovan od strane Volksgruppenführera Branimira Altgayera, vođe etničkih Nijemaca u Hrvatskoj. ES je bio pod zapovjedništvom Glavnog stožera Ustaške vojnice. Vojnici ES-a su isprva nosili uniforme Hrvatskog domobranstva, no početkom 1942. uvedene su uniforme u stilu Waffen SS-a. Pripadnici postrojbe polagali su zakletvu odanosti Adolfu Hitleru i Anti Paveliću.